# Kay Thi Khaing
Kay Thi Khaing (ur. 9 maja 1993) – birmańska zapaśniczka walcząca w stylu wolnym. Brązowa medalistka igrzysk Azji Południowo-Wschodniej w 2019 roku.